# Pilumnoides nudifrons
Pilumnoides nudifrons is een krabbensoort uit de familie van de Pilumnoididae. De wetenschappelijke naam van de soort is voor het eerst geldig gepubliceerd in 1871 door Stimpson.